# OLPC
一童一電腦（英語：One Laptop Per Child），由麻省理工學院多媒體實驗室發起並組織為一個非營利組織，藉由生產接近100美元的筆記型電腦，給對這項計畫有興趣的開發中國家，由該國政府直接提供給兒童使用，降低知識鴻溝，故又稱百元電腦。
OLPC為成立於德拉瓦州的非營利組織，用以監督「小孩的機器」計畫和建構XO-1百元電腦。2005年1月在瑞士達沃斯召開的世界經濟論壇上同時宣佈計畫和組織的成立。
OLPC贊助的成員，包括AMD、Brightstar Corporation、eBay、Google、邁威爾公司、新聞集團、歐洲衛星全球公司、北電網絡及RedHat。每個公司捐助兩百萬美元。
組織由尼葛洛龐帝教授坐鎮，而首席技術長為瑪麗傑布森。組織的其他成員包括美國麻省理工學院媒體實驗室執行長班德先生，OLPC軟體及內容的總經理；吉姆·傑提斯，軟體工程的副總經理。2014年，在銷售量不佳的情況，基金會終止營運。

## 歷史
OLPC是架構於由西摩爾·派普特、艾倫·凱

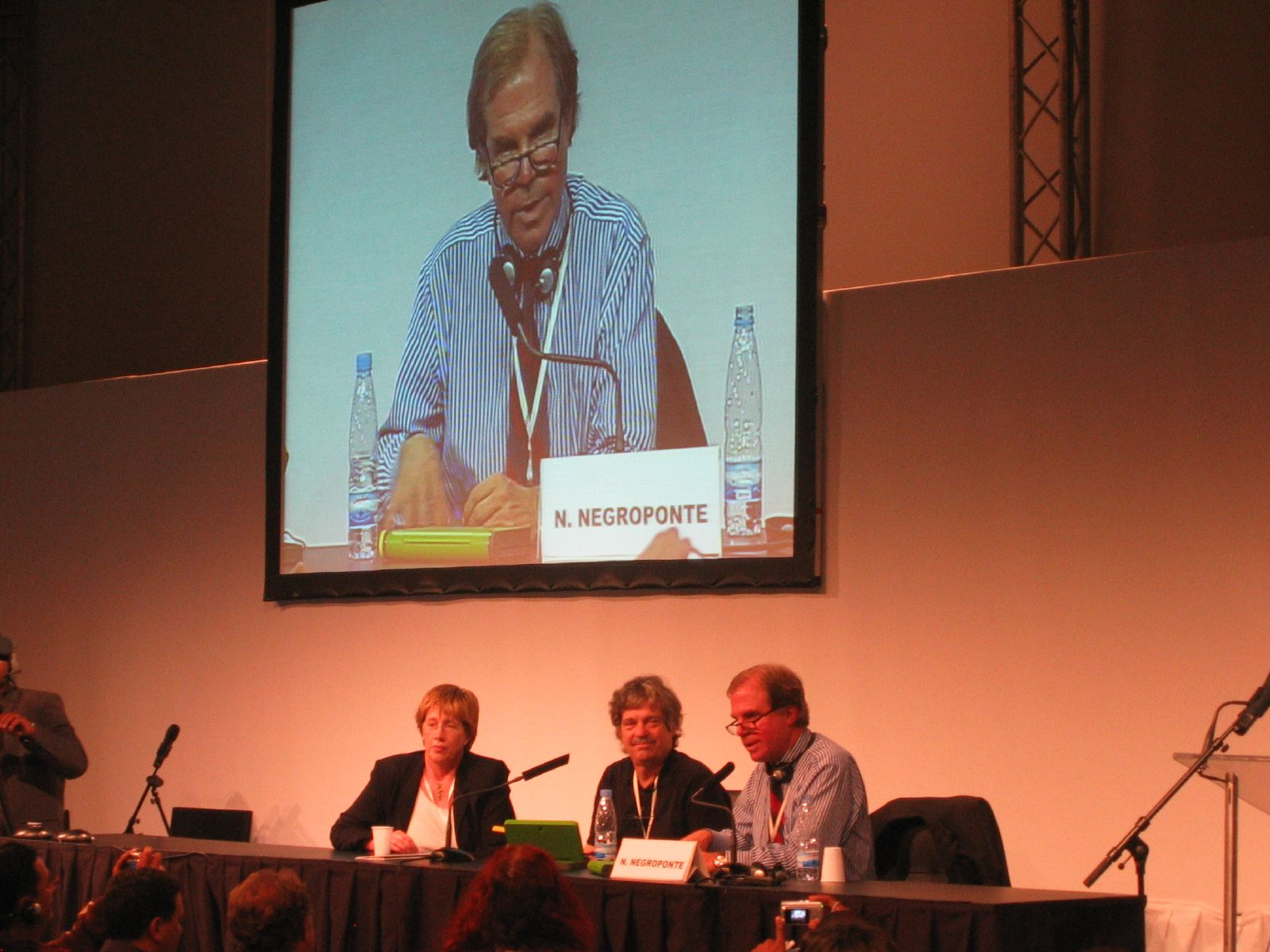
瑪麗傑布森，艾倫·凱和尼古拉斯·尼葛洛龐帝 揭示百元電腦

提出建構主義學習理論和尼葛洛龐帝所著作的數位革命中所描述的原則。成立組織的成員為Google、新聞集團、AMD、RedHat、Brightstar和北電網絡，每個成員都捐助兩百萬美元給這個計畫。共有三個人及六個公司為積極參與OLPC。
2005年11月16日，當尼葛洛龐帝和科菲·安南在突尼斯市舉辦的世界資訊社會高峰會議（WSIS）公開CM1的工作元件後，獲得更多的關注。尼葛洛龐帝在世界高峰會第二會期展示兩款膝上電腦的元件：一款非工作實體模型和拴式版本，使用一個外接的面板和分開的鍵盤。這個裝置為一粗糙元件，使用一個標準的設計面板。尼葛洛龐帝預估螢幕需要三個月來開發。2006年3月23日，第一個工作元件在這個計畫的城市工作推動會議上展示。此次產品的版本預期在相同大小的包裝需要一個更大的顯示螢幕。此膝上電腦預計在2007年的上半年推出。

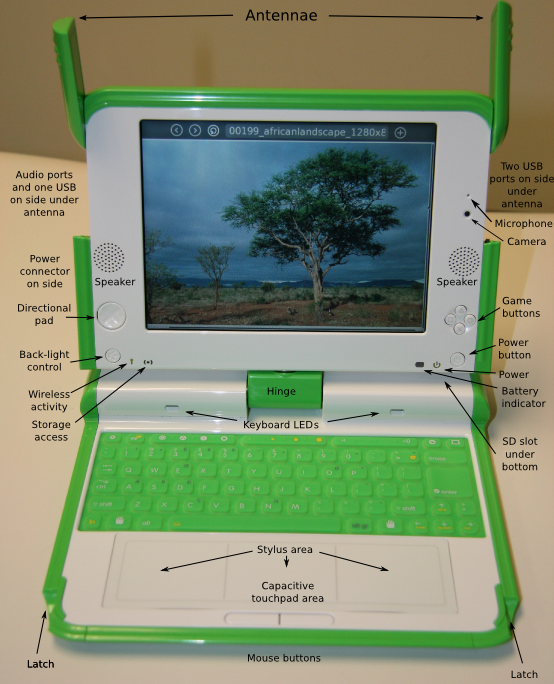
產品元件（第四代）﹣功能檢視

2006年在瑞士達沃斯召開的世界經濟論壇上，聯合國開發計劃署（UNDP）宣佈將支持這款膝上電腦。UNDP發出一份聲明稿說他們將和OLPC合作發送技術和資源到指定的學校到落後國家。
OLPC執行長在2005年12月13日宣佈廣達電腦為百元電腦計畫的設計代工製造商。由面板審復競價的幾家廠商所定的結果。公司強調還有許多的事情還得做：「我們仍然需要很多的研究及開發在這上面，而且將來希望可以在2006年下半年完成該產品。」根據廣達的描述。在接下來的六個月中，廣達組成研究團隊專注於百元電腦上。
這個計畫目標是定價100美元。2006年五月，尼葛洛龐帝在紅帽公司的年度使用者高峰會上表示：「這是個浮動價格。我們是非營利組織。我們計畫在2008年時達到百元目標，但是現在價格可能會定在135美元或140美元。這是一開始的價格，但我們必須做的是售價一次比一次便宜 — 我們保證價格會下降。」

## 發展
2005年1月，麻省理工學院多媒體實驗室創辦人及負責人尼葛洛龐帝（Nicholas Negroponte）於瑞士達沃斯所舉辦的世界經濟論壇上第一次公布這個消息。超微、Google和Linux廠商RedHat紛紛資助此一計劃。
2005年12月，台灣ODM廠商廣達獲得訂單，開始投入製造生產。預計2007年第四季出貨。
2005年11月30日，尼葛洛龐帝出席台灣工研院創意中心所舉辦的記者會，並拿出這台綠色的小電腦——一百美元筆記型電腦的原型機終於在台灣現身。
這台綠色小電腦有一個手動搖桿，靠著轉動搖桿就可以產生電力，這是為了考慮開發中國家電力供應不便而設計的。它有電腦模式、電子書模式、遊戲模式、電視模式等功能。同時，小朋友用來斜背以隨身攜帶的背帶，到了有電源的地方就可以當作電源線插頭使用。

## 參與國家
- 巴西
- 泰國，泰國的參與在2006年泰國軍事政變之後被取消
- 埃及
- 美国，明確上來說是麻省（Massachusetts）和緬因州（Maine）
- 柬埔寨
- 突尼西亞
- 阿根廷
- 委內瑞拉
- 奈及利亞
- 利比亞
- 乌拉圭
- 秘魯：> 272000台
- 乌干达：10万台
- 纽埃，因無法負擔微型衛星地面站(VSAT)經營費用，2011年退出

## 销售

### 各國訂單統計
| 年份 | 確認數目（約數） | 確認日期       | 買家                                     |
| ---- | ---------------- | -------------- | ---------------------------------------- |
| 2007 | 100,000          | 2007年10月     | 烏拉圭                                   |
| 2007 | 15,000           | 2007年11月14日 | 伯明翰，美國                             |
| 2007 | 260,000          | 2007年12月1日  | 秘魯                                     |
| 2007 | 50,000           | 2007年12月1日  | 墨西哥（墨西哥首富，卡洛斯·斯利姆·埃盧） |
| 2007 | 167,000          | 2008年1月5日   | G1G1計劃                                 |
| 2008 | 65,000           | 2008年5月29日  | 哥倫比亞                                 |
| 2008 | +200,000         | 2008年6月      | 烏拉圭                                   |
| 2008 | +30,000          | 2008年10月     | 秘魯                                     |
| 2008 | +110,000         | 2008年11月10日 | 哥倫比亞                                 |
| 2008 | 10,000           | 2008年11月10日 | 加納                                     |
| 2008 | 12,500           | 2009年1月9日   | G1G1計劃                                 |
| 2009 | 250,000          | 2009年4月24日  | 印度(未正式確定)                         |
| 2009 | 5,000            | 2009年4月24日  | 塞拉利昂                                 |
| 2009 | 100,000          | 2009年5月14日  | 盧旺達                                   |
| 總計 | 1,374,500        |                |                                          |

## 参阅
- XO-1
- 岡政偉 - OLPC的世界大使（promotion character）

### 中文
- OLPC中文主页（页面存档备份，存于）
- 《今週刊》No.499：林百里、郭台銘都看好的人海商機，做40億人生意。低價電腦產生，只要100美元，2006.07.17
- 龐文真，一百美元買到一台電腦不是夢[永久]，出自《數位時代雙週》。
- 100美元筆記電腦明年問世，CNET.com, 2005.11.17
- 未履行「一學童一筆電」承諾 英特爾遭抨擊，2008.01.05

### 英文
- One Laptop per Child 官方網站（页面存档备份，存于）
- OLPC Wiki （页面存档备份，存于）

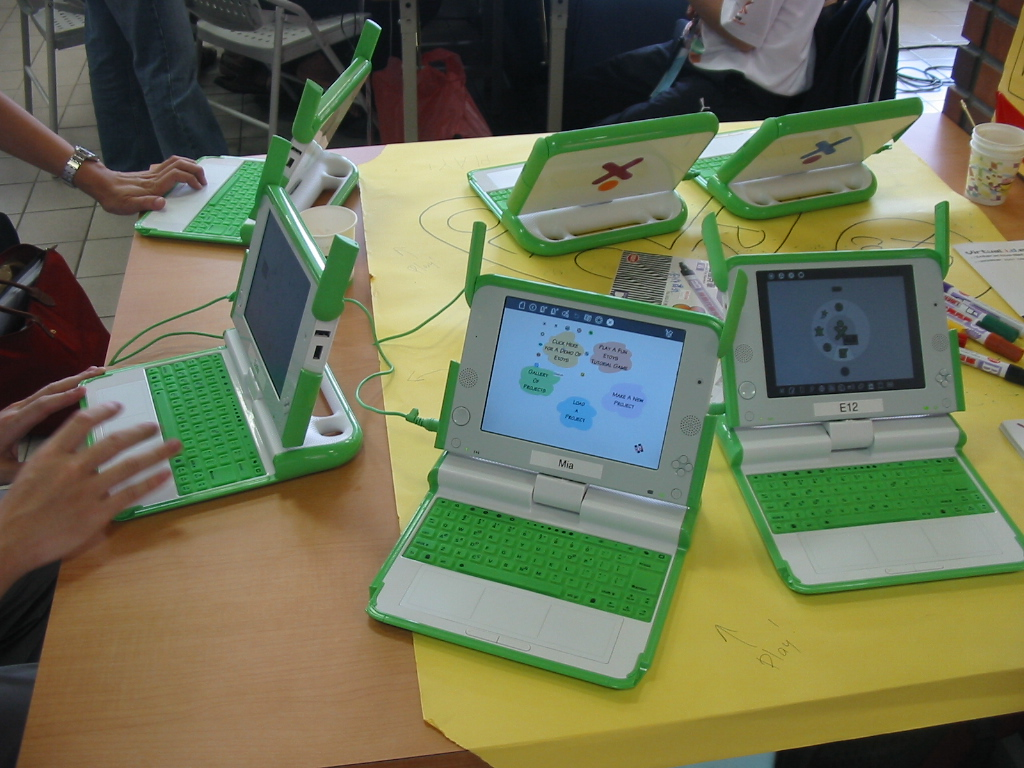
一童一電腦

- One Laptop Per Child News（页面存档备份，存于）（更新快速）